# Olne
Olne là một đô thị ở tỉnh Liege, vùng Wallonie, Bỉ. Tại thời điểm ngày 1 tháng 1 năm 2006, Olne có tổng dân số 3.793. Tổng diện tích là 15.99 km² với mật độ dân số 237 người trên mỗi km².
Olne là đô thị thứ 24 gia nhập Les Plus Beaux Villages de Wallonie.